# Cool for Cats (album)
Cool for Cats je druhé studiové album anglické skupiny Squeeze. Vydáno bylo v dubnu roku 1979 společností A&M Records a spolu se členy skupiny jej produkoval John Wood. V hitparádě UK Albums Chart se umístilo na 45. příčce. Z alba vyšly čtyři singly, které rovněž měly úspěch v hitparádách.

## Seznam skladeb
Autory všech skladeb jsou Chris Difford a Glenn Tilbrook.
1. „Slap and Tickle“ – 4:27
2. „Revue“ – 2:30
3. „Touching Me Touching You“ – 2:25
4. „It's Not Cricket“ – 2:35
5. „It's So Dirty“ – 3:11
6. „The Knack“ – 4:34
7. „Hop, Skip & Jump“ – 2:46
8. „Up the Junction“ – 3:12
9. „Hard to Find“ – 3:37
10. „Slightly Drunk“ – 2:41
11. „Goodbye Girl“ – 3:08
12. „Cool for Cats“ – 3:39

## Obsazení
- Glenn Tilbrook – zpěv, kytara, klávesy
- Chris Difford – kytara, zpěv
- Jools Holland – klávesy
- Harri Kakoulli – baskytara
- Gilson Lavis – bicí